# Lanouaille
Lanouaille település Franciaországban, Dordogne megyében. Lakosainak száma 938 fő (2022. január 1.). Lanouaille Angoisse, Anlhiac, Dussac, Génis, Savignac-Lédrier, Preyssac-d’Excideuil, Saint-Médard-d’Excideuil és Sarlande községekkel határos.

## Népesség
A település népességének változása:
| Lakosok száma | 1025 | 1006 | 976  | 984  | 1007 | 1015 | 1017 | 981  | 963  | 938  |
|               | 1968 | 1982 | 1990 | 2006 | 2013 | 2015 | 2017 | 2019 | 2020 | 2022 |